# 리스 아시아
리스 아시아(Lys Assia, 1924년 3월 3일 ~ 2018년 3월 24일)는 스위스의 가수이다.
그녀는 1924년 스위스 아르가우 주에서 태어났으며, 본명은 로자 미나 셰러(Rosa Mina Schärer)이다. 어린시절부터 그녀는 무용수로 활동하고 있었다. 그런데 1940년, 그녀는 한 여성 가수와 함께 서 있게 되었는데, 그녀가 노래하는 모습을 본 사람들이 이를 기뻐하게 되자 그녀는 무용수에서 가수로 전향하게 된다.
그녀는 1956년 유로비전 송 콘테스트 대회에서 스위스 대표로 참가하여 우승을 차지하게 된다. 또한 그녀는 이 대회에서 독일 대표로 참가하기도 하였으며, 이후 1957년과 1958년에 열린 유로비전 송 콘테스트에서 다시 스위스 대표로 참가하였다.
2018년 3월 24일 스위스 취리히의 한 병원에서 94세의 나이로 타계했다.

## 음반
- "Oh Mein Papa"
- "Ein kleiner goldner Ring"
- "Refrain"
- "Das alte Karussell"
- "Holland Mädel"
- "Jolie Jacqueline"
- "L'enfant que j'étais"
- "Giorgio"
- "Die Glocken Hell Erklingen"
- "Golodrina"

## 주요 출연작
- Schlagerparade, 1953년
- Ein Mann vergißt die Liebe, 1955년